# Anomiopus cuprarius
Anomiopus cuprarius là một loài bọ cánh cứng trong họ Bọ hung (Scarabaeidae).